# デビッド・ライオンズ
デビッド・ライオンズ（David Lyons、1976年4月16日 - ）は、オーストラリア出身の俳優。

## 経緯
ビクトリア州メルボルン生まれ。オーストラリア国立演劇学院卒業。
オーストラリアを中心に活動していたが2008年に『ER緊急救命室』に出演以降はアメリカの作品にも出演。現在はオーストラリアとアメリカを中心に活動中。

## 出演

### 映画
- Elemenopee （2005年、オーストラリア）
- ストライク・バック Storm Warning （2007年、オーストラリア）
- Cactus （2008年、オーストラリア）
- Four （2008年、オーストラリア）
- Emilia Eckle （2009年、オーストラリア）
- Swerve （2010年、オーストラリア）
- セイフ ヘイヴン Safe Haven （2013年、アメリカ）
- リーガル・マインド 〜裏切りの法廷〜 The Trials of Cate McCall （2013年、アメリカ）

### テレビドラマ
- Blue Heelers （2005年、オーストラリア）
- Sea Patrol （2007年 - 2009年、オーストラリア）
- ER緊急救命室 ER （2008年 - 2009年、アメリカ） サイモン・ブレナー
- A Model Daughter: The Killing of Caroline Byrne （2009年、オーストラリア）
- Day One （2010年、アメリカ）
- ザ・ケープ 漆黒のヒーロー The Cape （2011年、アメリカ） ヴィンス・ファラデー
- レボリューション Revolution （2012年-、アメリカ）セバスチャン・”バス”・モンロー
- フィリップ・K・ディックのエレクトリック・ドリームズ　Philip K. Dick's Electric Dreams (2017) コンラッド